# Кайтес (деревня)
Кайтес — деревня в Шегарском районе Томской области. Входит в состав Баткатского сельского поселения.

## История
Основана в 1820 году. В 1926 году состояла из 49 хозяйств, основное население — русские. В составе Вознесенского сельсовета Богородского района Томского округа Сибирского края. Из-за закрытия колхоза, большая часть населения покинуло посёлок. .

## Население
| 1926 | 2002 | 2010 | 2012 | 2013 | 2014 | 2015 |
| ---- | ---- | ---- | ---- | ---- | ---- | ---- |
| 274  | ↘7   | →7   | ↘4   | →4   | →4   | →4   |
| 2021 |      |      |      |      |      |      |
| ↗13  |      |      |      |      |      |      |